# Jan Veselý
Jan Veselý (16. června 1923 Plástovice – 10. února 2003 Praha) byl český sportovec, cyklista. Stal se 26krát mistrem Československa a devětkrát se zúčastnil Závodu míru, jehož 2. ročník v roce 1949 vyhrál jako první československý cyklista. V roce 2000 dostal čestný titul cyklista století. V roce 2014 byl jako první uveden do Síně slávy Českého svazu cyklistiky. 

## Život
Narodil se v malé jihočeské vesnici Plástovice, otec pracoval u místního sedláka nebo jako dělník v lomu. Do školy chodil v Sedlci a jeho velkou radostí bylo, když mohl jednou za týden jet na tatínkově kole pro maso. Pravidelně mohl jezdit na kole až jako pekařský učeň v Suchém Vrbném na předměstí Českých Budějovic. Na jízdním kole rozvážel pečivo z pekárny do místních obchodů, na zádech měl nůši s třiceti kilogramy rohlíků a chleba. Konec učební doby prožil v Praze, kde absolvoval i svůj první cyklistický závod. V roce 1939 ho mistr přihlásil do závodu v Modřanech, kterého se zúčastnilo na 300 pekařských učňů. Jan Veselý zvítězil a tím začala jeho sportovní kariéra. Stal se členem Českého klubu malostranských cyklistů a na splátky si pořídil závodní kolo. Na podzim roku 1945 vyhrál první poválečné mistrovství republiky v silniční cyklistice.  Do konce války pracoval jako pekař, po vojně nastoupil v účtárně redakce Práva lidu. V roce 1949 se oženil a aby získal byt, přestěhoval se do Strakonic, kde nastoupil v místní Zbrojovce. Na kole trénoval většinou individuálně, až po skončení pracovní doby. Každý víkend jezdil do Prahy na závody. Po narození syna se s rodinou vrátil do Prahy. Ze Sparty přestoupil do Armádního tělovýchovného klubu (ATK), kde se mohl věnovat cyklistice profesionálně. Na přelomu 40. a 50. let byl nejúspěšnějším československým cyklistou. V roce 1955 už pomýšlel na konec závodní kariéry, našel si práci v podniku Motokov a vrátil se do Sparty.  Do svého posledního ročníku Závodu míru v roce 1957 nastoupil spíš z donucení, na příkaz vedení československé cyklistiky. Bylo mu 34 let, měl zdravotní potíže a nebyl ve formě. Ve třetí etapě kvůli silným bolestem zad byl poprvé v životě nucen vzdát a společně s ním odstoupil spolujezdec Jan Kubr, který byl po operaci křečových žil. Oba byli obviněni z politické provokace, sabotáže a museli okamžitě opustit závod. Byli vyřazeni z reprezentace, byla jim na dva roky zastavena činnost a odebrány tituly mistrů sportu.  Jan Veselý musel nastoupit do stavebnictví a jezdil nákladním autem v podniku Konstruktiva. Spisovatel Ota Pavel, který byl dlouholetým přítelem Jana Veselého, později popsal jeho osud v povídce s názvem Když ti to nejede (1967). Později byl zaměstnán jako šofér v redakci Československého sportu.  Po odchodu do důchodu si do roku 1996 přivydělával jako vrátný.
Po letech se k cyklistice načas vrátil jako funkcionář a předseda oddílu pražského Favoritu.  Byl mu vrácen i titul zasloužilého mistra sportu. Na počátku devadesátých let se spolu s přítelem a dřívějším sportovním soupeřem, německým cyklistou Gustavem Adolfem Schurem zapojil do kampaně o zachování Závodu míru. 
V závěru svého života se velmi aktivně angažoval při organizaci dobročinné organizace Bílý kruh bezpečí.  V roce 1998 obdržel od Mezinárodního výboru pro fair play při UNESCO čestný diplom.
Poslední roky života bydlel v Praze na Vinohradech, ale často pobýval na své chatě v Mukařově. Kolu zůstal věrný do konce života. Zemřel na rakovinu 10. února 2003 v Praze.
Od roku 2003 Sdružení sportovních klubů Vítkovice pořádá v Ostravě Memoriál Jana Veselého jako poctu tomuto legendárnímu cyklistovi. 

## Sportovní kariéra

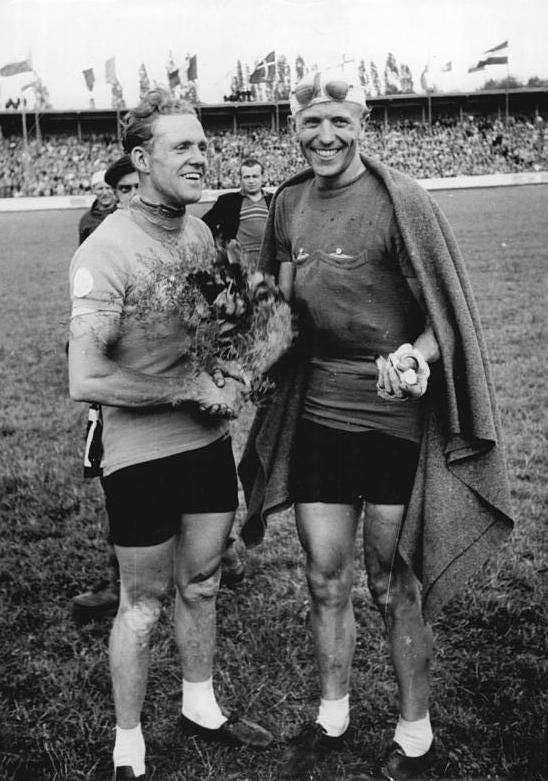
Jan Veselý a Gustav Adolf Schur v roce 1955

V roce 1948 byl Jan Veselý nominován do prvního ročníku amatérského silničního etapového závodu mezi Prahou a Varšavou, který byl organizován deníky komunistických stran Československa a Polska a později dostal název Závod míru. Zejména v prvních ročnících v období studené války dostal politický kontext a měl se stát výkladní skříní socialistického sportu. Jana Veselého v závodě postihlo několik defektů a nakonec skončil na pátém místě. V následujícím roce již zvítězil s velkým náskokem 12 minut.  Závod míru jel celkem sedmkrát, v letech 1952 a 1955 byl druhý, čtyřikrát byl členem vítězného družstva, sám vyhrál šestnáct etap.
Jako první cyklista zajel proslulý závod Praha – Karlovy Vary – Praha pod osm hodin, celkem ho vyhrál osmkrát. V domácích závodech získal devět titulů ze silničního závodu jednotlivců, tři ze silnice družstev, dva z etapového závodu, osm ze závodu do vrchu, dva ze stíhačky jednotlivců na dráze, dva z cyklokrosu.
Zúčastnil se čtyřikrát mistrovství světa, ale často ho provázely defekty a pády. Nejlepšího výsledku dosáhl v roce 1949 v Kodani, kde obsadil deváté místo a nechal za sebou dalších 131 závodníků. 
V roce 1948 se Veselý připravoval na Olympijské hry v Londýně. Těsně před odjezdem jeden z reprezentantů oslovil velmi neuctivě vysokého funkcionáře a celé cyklistické družstvo bylo potrestáno zákazem startu. V roce 1952 se zúčastnil olympijských her v Helsinkách, kde se zapletl do hromadného pádu a skončil v poli poražených.
| Mistrovství Československa v silniční cyklistice              | 9x vítěz         | 1946–1953, 1955       |
| Místrovství Československa v dráhové cyklistice-stíhací závod | 2x vítěz         | 1948, 1951            |
| Mistrovství Československa v cyklokrosu                       | 2x vítěz         | 1953, 1954            |
| Praha–Karlovy Vary–Praha                                      | 8x vítěz         | 1946–1951, 1954, 1955 |
| Závod míru                                                    | 1x celkový vítěz | 1949                  |